# Высота Бессмертия
Высота Бессмертия — мемориальный комплекс, заложенный в 1967 году на правом берегу Северского Донца в посёлке Атаево, город Белая Калитва.

## История
Комплекс посвящён военным кавалерийского эскадрона 112-й Башкирской кавалерийской дивизии 8-го кавкорпуса, им руководил лейтенант Аннаклыч Атаев.
В январе 1943 года в ходе освободительных боёв за Белую Калитву военные эскадрона, закрепившись на выделяющейся над окрестной территорией высоте, бились против батальона пехоты, использовавшей автоматы при поддержке десяти танков, артиллерийского и миномётного огня. Таким образом, они сделали весомый вклад в успешное освобождение города от нацистов.
Лейтенант А. Атаев решением Президиума Верховного Совета СССР был посмертно удостоен звание Героя Советского Союза, а подчинённые его подразделения также посмертно получили ордена Отечественной войны I степени.
Извоначально памятник представлял собой три стелы и вечный огонь. Позднее — к 40-летию Победы, — между стелами была помещена скульптура скорбящей Матери-Родины с лавровым венцом в руке. На полукруге стены установлены памятные плиты с высеченными именами героев, а через весь мемориал идёт надпись «Памяти павших — будьте достойны».